# 百济镇
百济乡，是中华人民共和国广西壮族自治区南宁市邕宁区下辖的一个乡镇级行政单位。

## 行政区划
百济乡下辖以下地区：
百济社区、红星村、南华村、屯宁村、新平村、华灵村、八联村、屯王村、屯茶村、南弼村、平派村、华达村、屯林村和桥学村。